# Giuseppe Rocca (liutaio)
Giuseppe Rocca (Barbaresco, 27 aprile 1807 – Genova, 27 gennaio 1865) è stato un liutaio italiano.

## Biografia
Nasce a Barbaresco il 27 aprile 1807 da Giovanni Battista e Teresa Racca. 
Assolto il servizio militare nel 1827, risulta coniugato nel 1828 con Anna Maria Calissano, residente in Alba dove lavora come "venditore al minuto di farina e pasta": i primi anni di vita coniugale furono allietati dalla nascita di Teresa, la prima figlia.
Con la morte della moglie, occorsa nel 1834, Giuseppe Rocca decise di trasferirsi a Torino: pur senza alcuna esperienza professionale maturata nella liuteria, riuscì ad entrare come apprendista nel laboratorio di Giovanni Francesco Pressenda, allora il liutaio più in vista in Torino. Dopo tre anni trascorsi a bottega Giuseppe Rocca decise di aprire il proprio laboratorio in via Po n° 10, poco distante da quello del maestro Pressenda; furono questi anni di grande difficoltà per il Rocca il quale, perso il padre Giovanni Battista nel 1839, la seconda moglie Caterina Barone nel 1842, si trovava oppresso dai debiti e costretto a costruire strumenti "in bianco", ovvero senza vernice, per il vecchio maestro. Risposatosi dopo pochi mesi con Giuseppina Quarelli, Giuseppe Rocca venne in contatto con il commerciante Luigi Tarisio  per mezzo del quale ebbe l'opportunità di studiare i violini classici cremonesi: tra gli strumenti in possesso di Tarisio vi erano lo Stradivari "il Messia" del 1716 e il Guarneri del Gesù l"Alard" del 1741: la conoscenza diretta di questi strumenti portò un evidente cambiamento nello stile del Rocca che inizia a staccarsi da quello del Pressenda in favore di una maggiore sensibilità verso la liuteria classica.
Durante gli anni quaranta dell'Ottocento Rocca partecipò alle esposizioni di Torino nel 1844, Genova nel 1846, Torino nel 1850 ricevendo critiche e incoraggiamenti; nello stesso anno perse la terza moglie, morta di tisi polmonare e nel luglio del 1851 si sposò per la quarta volta con Emilia Dodero a Genova in Santa Maria di Castello, iniziando a dividere l'attività tra Genova e Torino: si stabilirà quasi definitivamente a partire dal 1854 nel capoluogo ligure in via dei Sellai 6, vicino al Teatro Carlo Felice.
Costretto da precarie condizioni economiche, Giuseppe Rocca si propose in numerose esposizioni nazionali (e alcune internazionali) ottenendo non sempre buoni risultati, presentando frequentemente i propri strumenti a prezzi concorrenziali.
Morì a Genova il 27 gennaio del 1865: venne rinvenuto cadavere in un pozzo degli orti della Pila a Genova, di proprietà del Marchese De Ferrari.

## Critica
Giuseppe Rocca è oggi unanimemente riconosciuto come uno dei migliori liutai italiani dell'Ottocento: nonostante una vita familiare e professionale difficile, il suo lavoro già a pochi anni dalla morte suscitava l'interesse di collezionisti e musicisti, raggiungendo quotazioni considerevoli. Il suo stile è stato fonte d'ispirazione per generazioni di liutai piemontesi e genovesi. 
Il figlio Enrico Rocca (Torino 1847 - Genova 1915) è stato un importante liutaio della scuola genovese.